# Economia das Ilhas Salomão
A economia das Ilhas Salomão é baseada na agricultura de subsistência que emprega 75% da população ativa. As ilhas são ricas em minerais, como chumbo, zinco, níquel e ouro.
Embora o país tenha conseguido bons resultados sociais em alguns aspectos continua sendo um dos mais pobres do oceano Pacífico e um dos menos desenvolvidos do mundo, com altos índices de analfabetismo tem uma das mais altas taxas do mundo.

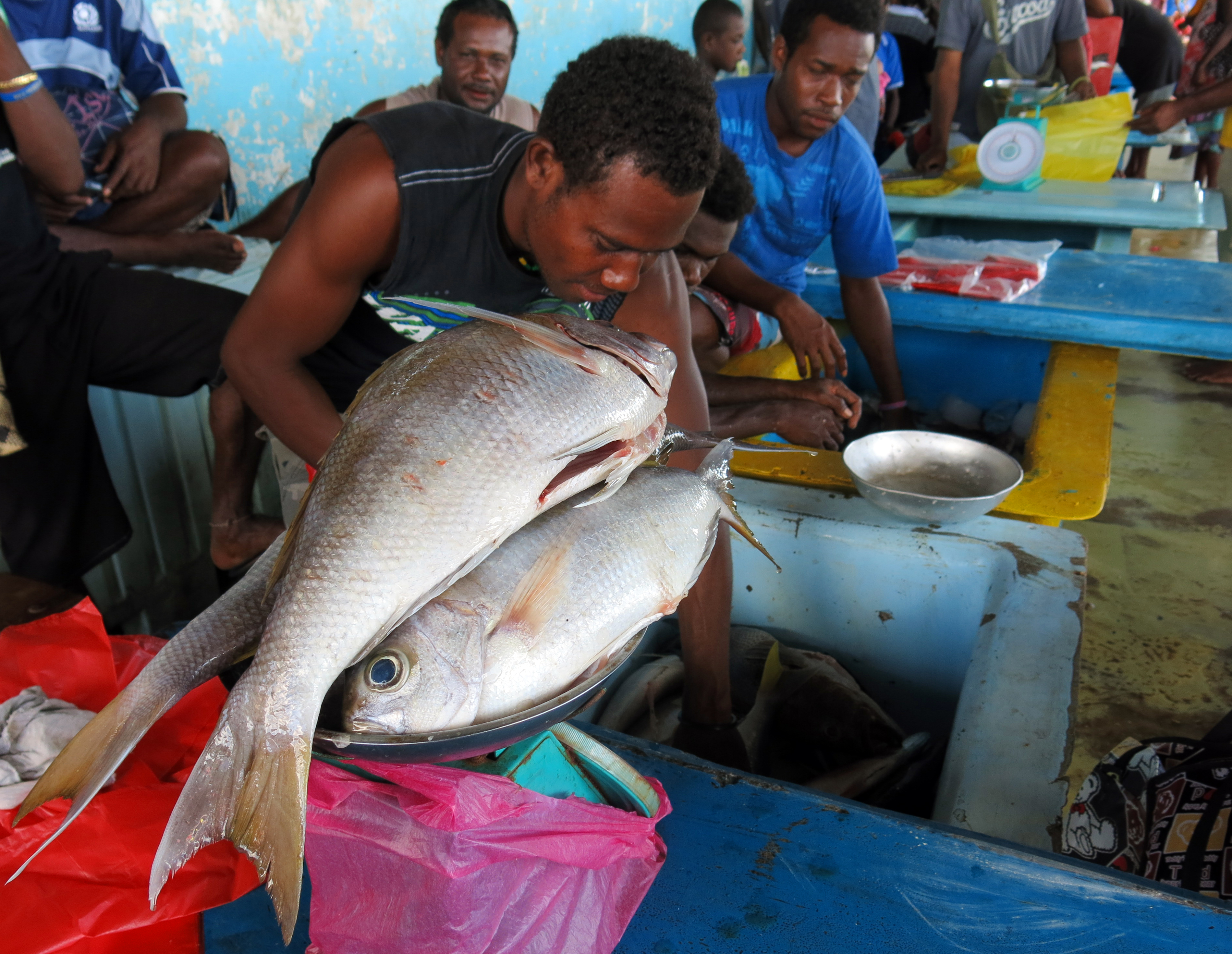
Homem vendendo peixe o mercado central de Honiara, 2013